# Франческа Халсал
Франческа Џин „Фран” Халсал (енгл. Francesca Jean "Fran" Halsall; Саутпорт, 12. април 1990) британска је пливачица чија специјалност је пливање слободним и делфин стилом. Вишеструка је европска првакиња и првакиња Комонвелта, те светска првакиња из 2015. у миск штафети 4×100 метара слободно. Вишеструка је британска рекордерка. 
На Олимпијским играма дебитовала је са свега 16 година у Пекингу 2008. године где је пливала у чак 6 дисциплина, а најбољи резултат остварила је у трци на 100 метара слободним стилом коју је окончала на 8. месту. У Лондону 2012. пливала је у 5 дисциплина, а најбољи резултати су јој били 5. место на 50 слободно и 6. место на 100 слободно. Најбољи резултат на олимпијским играма остварила је у Рију 2016. где је у финалу трке на 50 метара слободно заузела 4. место са временом 24.14 секунди. 